# Milichia
Milichia är ett släkte av tvåvingar som ingår i familjen sprickflugor.

## Arter[1][2]
- Milichia albomaculata
- Milichia angustifrons
- Milichia apicalis
- Milichia argyrata
- Milichia argyratoides
- Milichia brevifacialis
- Milichia brevirostris
- Milichia canariensis
- Milichia cornesi
- Milichia decora
- Milichia dectes
- Milichia distinctipennis
- Milichia farquharsoni
- Milichia formicophila
- Milichia fumicostata
- Milichia gigantea
- Milichia ilaroensis
- Milichia integra
- Milichia linealis
- Milichia ludens
- Milichia minuta
- Milichia mixta
- Milichia myrmecophila
- Milichia nitida
- Milichia orientalis
- Milichia patrizii
- Milichia piscivora
- Milichia posticata
- Milichia proectes
- Milichia prosaetes
- Milichia pseudoludens
- Milichia pubescens
- Milichia savannaticola
- Milichia seguyi
- Milichia sinaiensis
- Milichia speciosa
- Milichia superba
- Milichia sylvicola